# 錦糸町出入口
錦糸町出入口（きんしちょうでいりぐち）は、東京都江東区と墨田区の境にある首都高速道路7号小松川線の出入口である。上下線双方の出口・入口とも設置されているフルインターチェンジである。竪川親水公園に架かる四之橋と一体化した構造となっている。
当出入口を境に両国JCT方面はオートバイの二人乗りが禁止されている。

## 周辺
- 四ツ目通り（東京都道465号深川吾嬬町線）
- 錦糸町駅（JR総武緩行線・快速線、東京メトロ半蔵門線）
- 国道14号（京葉道路一般部）
- 東京スカイツリータウン
  - 東京スカイツリー
  - 東京ソラマチ
  - 東京スカイツリーイーストタワー
- 新大橋通り（東京都道・千葉県道50号東京市川線）
- 住吉駅（都営地下鉄新宿線、東京メトロ半蔵門線）

## 料金所

### 京葉道路方面
- レーン数：2
  - ETC専用：1
  - 一般・ETC：1

### 都心環状方面
- 入口には設置されていない。精算は隣接する錦糸町TBで行う。

## 隣
首都高速7号小松川線
両国JCT - (701,702)錦糸町出入口/TB - 小松川JCT/(703)小松川出入口 - (705)一之江出入口